# Kanton Nice-6
Kanton Nice-6 (fr. Canton de Nice-6) je francouzský kanton v departementu Alpes-Maritimes v regionu Provence-Alpes-Côte d'Azur. Tvoří ho čtvrti Libération-Malausséna, Borriglione, Cimiez, Pasteur a Saint-Pons města Nice.